# HK Cliff
Handbollsklubben Cliff (HK Cliff) är en handbollsklubb från Södermalm, Stockholms kommun. HK Cliff grundades den 2 februari 1939. Staffan Olsson spelade där under 1980-talet. Klubben har spelat fyra säsonger i högsta divisionen, dåvarande Allsvenskan (nuvarande Handbollsligan), senast 1989/1990.
Sommaren 1976 startade HK Cliff tillsammans med BK Söder och Väntorp/Solna (sedermera AIK) den stora ungdomsturneringen Eken Cup.
Namnet Cliff kommer från engelskans ord för klippa och valdes vid klubbens grundande 1939 av ett gäng pojkar i klass 8 i Katarina Södra Folkskola. Verksamheten flyttades senare ut till Stockholms södra förorter och numera är Mälarhöjden det geografiska navet i klubben.

## Spelare i urval
- Johan Eklund (–1984)
- Staffan Olsson (1980–1989, 1991–1992)